# العلاقات الباكستانية السورية
العلاقات الباكستانية السورية هي العلاقات التاريخية والدولية والثنائية بين سوريا وباكستان. من خلال التبادل القديم للحضارات، كانت مناطق باكستان الحديثة جزءًا من طريق الحرير مع سوريا، ولعدة قرون، كان المبشرون الإسلاميون الذين أدخلوا الإسلام إلى المناطق التي اندمجت الآن في باكستان بعد 711 ب.م من سوريا.
موقف باكستان من الحرب الأهلية السورية كان معقدا بسبب أهمية العلاقات التي تحتفظها باكستان مع تركيا والسعودية (اللتين دعمتا المعارضة السورية) والعلاقات التي تحتفظها باكستان مع إيران الداعمة للنظام السوري البعثي السابق. باكستان تحاول احتفاظ علاقات سلمية مع كل هذه الدول الثلاث وإبعاد نفسها من النزاعات بينها. في العام ٢٠١٢ باكستان تحت قيادة حزب الشعب الباكستاني أرسلت ممثلين إلى مؤتمر في إيران وأعلنت إلى جانب عدة دول أخرى وهي أفغانستان، والجزائر، وأرمينيا، وبيلاروسيا، وبينين، والصين، وكوبا، وإيكوادر، وجورجيا، والهند، واندونيسيا، والعراق، والاردن، وكازاخستان، وقيرغيزستان، موريتانيا، نيكاراغوا، وعمان، وفلسطين، وروسيا، وسري لانكا، والسودان، وطاجيكستان، وتونس، وتركمنستان، وفنزويلا، وزمبابوي معارضتها لاي تدخل اجنبي في سوريا. ولكن في العام ٢٠١٤ باكستان تحت قيادة الرابطة الإسلامية الباكستانية (ن) عبرت عن دعمها لتشكيل حكومة مؤقتة في سوريا. في نفس الوقت أفادت المجلة الأمريكية فورين بوليسي أنه قد جندت المملكة العربية السعودية مدربين باكستانيين لمساعدة في تدريب قوات المعارضة السورية وهذا ما ذكره الحزب الشيوعي السوري (الموحد) المؤيد لبشار الأسد في مجلته اسمها النور. ولكن في الوقت نفسه أنكرت باكستان أنها تخطط لدعم المعارضة السورية. في العام ٢٠١٥ حكومة باكستان عبرت عن معارضتها لأي تدخل أجنبي في سوريا ووقوفها مع سيادة الجمهورية العربية السورية  لكن في العام ٢٠٢٠ تضامنت مع تركيا عندما كانت تشن عمليتها العسكرية ضد قوات النظام البعثي. علاوة على ذلك عملت باكستان لقمع لواء زينبيون الداعم لنظام الأسد وفي العام ٢٠٢٤ فرضت الحظر عليه. باكستان اعترفت الحكومة السورية الجديدة بعد تحرير سوريا وفي العام ٢٠٢٥ طالبت بفرع العقوبات على البلد.

## العلاقات الخارجية

### الستينات – السبعينات: العلاقات السياسية
بدأت العلاقات الخارجية في النمو خلال الستينيات من القرن الماضي، عندما تم إرسال وحدة من القوات المسلحة الباكستانية إلى سوريا، وتحديداً الطيارين المقاتلين لقيادة الطائرات المقاتلة MiG التابعة للقوات الجوية السورية.
وفي السبعينات، حضر الرئيس السوري حافظ الأسد إلى باكستان للمشاركة في منظمة المؤتمر الإسلامي الدولية، وكان أول رئيس سوري يزور باكستان. يعتقد أن الرئيس حافظ الأسد كان حليف مقرب من رئيس الوزراء السابق ذو الفقار علي بوتو. وفي رأي رجل الدولة السابق، خورشيد كاسوري، إن سكوت باكستان على أحداث سوريا هو نتاج «روابط تاريخية بين أسرتي بوتو وآل الأسد». وبعد وفاة ذو الفقار علي بوتو، منح الرئيس السوري حافظ الأسد حق اللجوء في نهاية المطاف إلى بينظير، ومرتضى، وشاهنواز بوتو في عام 1979 لدعم حملتهم اليسارية ضد الرئيس اللواء ضياء الحق.

#### باكستان وحرب يوم الغفران
في الأحداث التي أدت إلى حرب يوم الغفران ضد إسرائيل في عام 1973، والتي يشار إليها عادة بحرب رمضان في باكستان، أرسل رئيس الوزراء ذو الفقار بوتو وحدة عسكرية لمساعدة القوات المسلحة السورية وتوفير التدريب العسكري اللازم للقوات، بناء على طلب الرئيس السوري حافظ الأسد. وفي الفترة 1973–77، قام المستشارون العسكريون لباكستان بتدريب أفراد الجيش السوري على مختلف التكتيكات العسكرية مع الاحتفاظ في الوقت نفسه بفرقة قتالية قوية لتوفير الحماية لدمشق من الهجمات التي يشنها الجيش الإسرائيلي خلال الحرب. وقامت أيضا البحرية الباكستانية بدور نشط في توفير العتاد البحري للبحرية السورية، في حين أرسلت القوات الجوية الباكستانية وحدة كبيرة من الطيارين المقاتلين التابعين لها ليطيروا بالطائرات المقاتلة السورية التابعة للقوات الجوية السورية، وهي تعمل انطلاقا من ميدان أنشاص للقوات الجوية المصرية. قام جناح القوات الجوية الباكستانية، برئاسة قائد الجناح مسعود هاتف، والقوات الجوية الباكستانية والطيارين المقاتلين بالبحرية، بطيران عدة طائرات مقاتلة من طراز ميج 21 تابعة للقوات الجوية السورية، وقيل إنهم قاموا بدوريات عدوانية على الحدود السورية - الإسرائيلية.
في عام 1974، أثناء ذروة الصراع، أسقط أحد الطيارين البارزين في القوات الجوية الباكستانية، الملازم طيار ستار علوي، الذي كان يقود طائرة ميج 21 من سلاح الجو السوري، طائرة مقاتلة من طراز Mirage-IIIC التابعة لسلاح الجو الإسرائيلي، بقيادة النقيب م. لوتس. خلال اشتباك جوي آخر في الأسابيع التالية، في عام 1974، أجبر الطيار المقاتل في القوات الجوية الباكستانية، قائد السرب عارف منصور، على رأس جناح من طراز ميج 21، اثنين من طائرات الميراج-3 الإسرائيلية للقتال من مسافة قريبة، وإسقاط كل من طائرات ميراج-3 مع صواريخ K-13. بعد الحرب، تلقى الملازم طيار علوي وقائد السرب عارف منصور اثنين من أعلى الأوسمة السورية للشجاعة من قبل الرئيس حافظ الأسد في حفل عام.

### من السبعينيات إلى الثمانينيات: تبريد وتطبيع العلاقات
بعد إزالة بوتو، تراجعت العلاقات بين باكستان وسوريا بعد تولي الرئيس ضياء الحق سيطرته على البلد في عام 1978. في عام 1981، تدهورت العلاقات عندما تم اختطاف الطائرة التجارية التابعة لشركة الخطوط الجوية الباكستانية الدولية، بوينج 720، من قبل عملاء ذو الفقار في دمشق. لقد شعرت الحكومة الباكستانية منذ فترة طويلة أن الرئيس ذو الفقار كان يحظى بدعم الرئيس حافظ الأسد.
ازدادت التوترات عندما تعاملت سوريا مع الخاطفين كضيوف رسميين، وتعرض وفد وزارة الخارجية بقيادة اللواء رحيم خان لسوء المعاملة. توترت العلاقات إلى السنوات الخمس المقبلة عندما نجحت المفاوضات الناجحة التي أجرتها وزارة الخارجية في تطبيع العلاقات مع سوريا. في عام 1987، قام الرئيس ضياء الحق بزيارة رسمية مفاجئة إلى دمشق، وعقد لقاء منفرد مع الرئيس حافظ الأسد لرئاسة المناقشة من أجل تطبيع العلاقات. وحول عدم الاستقرار السياسي في باكستان وقمع تحالف اليسار بزعامة بينظير بوتو، أعلن الرئيس الأسد للحاضرين: «لو كانت باكستان قد تبنت اللغة العربية، لغة القرآن، كلغة وطنية، الانقسامات اللغوية والانقسامات السياسية والفوضى لم تكن لتحدث. وقال إن باكستان كانت ستظل بلدا موحدا».
بعد وفاة الرئيس ضياء الحق وتعيين بينظير بوتو رئيسة للوزراء، تحسنت العلاقات مرة أخرى عندما عززت رئيسة الوزراء بنازير بوتو الأفكار اليسارية القوية والعلاقات مع موسكو.

### الثمانينات - عقد 2000: التجارة والتبادل والتعليم
في التسعينات، نجحت سوريا في الحصول على مساعدة من باكستان لإنشاء مصنع جرار خاص بها في البلد. ومنذ التسعينات من القرن الماضي، ساعدت باكستان على تحسين صناعة السكر والأسمنت والسماد والورق في سورية، فضلاً عن زيادة التعاون في مجال الزراعة.
في إطار برنامج المساعدة التقنية لباكستان، تقدم باكستان منحا دراسية للطلبة السوريين لدراسة العلوم الزراعية في جامعة فيصل أباد؛ كما استثمرت باكستان في إنشاء معاهد علوم ونظم المعلومات الحاسوبية في دمشق في أواخر التسعينات. ومنذ وصول بينظير بوتو وحزب الشعب الباكستاني إلى السلطة في عام 1993، كانت العلاقات ودية عندما أيدت سوريا قضية باكستان بشأن كشمير وتشير إلى الاحتلال الهندي غير الشرعي لكشمير الشرقية بأنه «عدوان مفتوح». غير أن سوريا تدرك أن كشمير قضية ثنائية بين الهند وباكستان. وبعد مفاوضات طويلة، اتفقت باكستان وسوريا على التعاون وتبادل الخبراء في مجال العلم والتكنولوجيا مما أدى إلى إنشاء اللجنة المشتركة الباكستانية السورية المعنية بالعلم والتكنولوجيا في عام 2005.
واستمر الدعم المعنوي والدبلوماسي لباكستان في موقف سوريا من مرتفعات الجولان في الأمم المتحدة بعد الحرب التي دامت ستة أيام. تقوم باكستان على أساس سنوي بتصدير مخزون كبير من القمح والقطن إلى سوريا بأقل الأسعار مقابل قيام سوريا بتوريد النفط الخام إلى باكستان بمعدل أقل.

### 2010 – حتى الآن: الحرب الأهلية السورية
في عام 2010، قام الرئيس آصف علي زرداري بزيارة رسمية إلى سوريا للاجتماع بالرئيس بشار الأسد للإسراع بتبادل الوفود على المستويين الحكومي والخاص في القطاعين السياسي والاقتصادي، والتوقيع في نهاية المطاف على معاهدة تجارية في عام 2010.
في النهاية، بعد بدء الحرب الأهلية السورية، تبنت باكستان سياسة الحياد وعززت دورها غير المتحارب خلال النزاع. موقف باكستان الرسمي يعارض بشدة الاستخدام القوي للضربات العسكرية ضد سوريا. وفي اجتماع مجلس الأمن التابع للأمم المتحدة، امتنعت باكستان عن التصويت على مشروع قرار ضد سورية في الجمعية العامة للأمم المتحدة. وفي مؤتمر عقدته إيران، حثت باكستان المجتمع الدولي على احترام سيادة سوريا واستقلالها وسلامتها الإقليمية.
وقد حثت باكستان بقوة الولايات المتحدة والدول الغربية على تجنب استخدام القوة العسكرية في سوريا. وفي بيان أدلى به المتحدث باسم وزارة الخارجية اعزاز شودري، أكد أن سيادة سوريا وسلامتها الإقليمية يجب احترامهما. وقد أعربت باكستان إلى حد كبير عن قلقها العميق إزاء استمرار أعمال العنف والتهديد بقيام الولايات المتحدة بعمل عسكري محتمل على سوريا، التي هي بالفعل أنهكتها الحرب. كما أدانت وزارة الخارجية الباكستانية بشدة الاستخدام المزعوم للأسلحة الكيميائية من قبل الحكومة السورية، "ينبغي أن تعتمد جميع الأطراف المعنية، مسار للحوار بدلا من العنف، وينبغي السعي إلى إيجاد حل سلمي للنزاع"، نقلا عن وزارة الخارجية. وقد ذكر مستشار شؤون الأمن الوطني، سرتاج عزيز، في الأمم المتحدة ما يلي: "باكستان تدين استخدام الأسلحة الكيماوية، لكنها لا تدعم الضربات الجوية التي اقترحتها الولايات المتحدة، لأنه سيجعل فقط الوضع "أكثر إثارة للقلق". وناشد عزيز بقوة الولايات المتحدة والمملكة المتحدة "أن ننتظر تقرير بعثة الأمم المتحدة عن سوريا".
بحسب دويتشه فيله في العام ٢٠١٤ كان الخبراء يقولون أنه ليست باكستان تقدم للمعارضة السورية معدات عسكرية بل كانت تساعد في إرسال الجهاديين للقتال في سوريا، ولكن أنكرت باكستان أنها تدعم الثوار. وبحلول ديسمبر 2015، ذكرت باكستان أنها ضد أي تدخل أجنبي عسكري وأي انتهاك لسيادة الجمهورية العربية السورية.
وبحلول عام 2018، أصبحت المدرسة الدولية الباكستانية في دمشق، التي تجري تحت رعاية السفارة الباكستانية، مدرسة رائدة في البلد. باكستان عبرت عن تضامنها مع تركيا خلال عملياتها العسكرية في سوريا في عامي ٢٠١٩ و٢٠٢٠.